# Sveti Pavao od Križa
Sveti Pavao od Križa (Ovado, 3. siječnja 1694. – Rim, 18. listopada 1775.), talijanski katolički misionar, mistik, duhovni voditelj i osnivač družbe pasionista.

## Životopis
Rođen je u mjestu Ovada blizu Genove 3. siječnja 1694. u Piemontu, na sjeveru Italije. U školu je krenuo u školi za dječake u Cremolino u Lombardiji.
U vojsku Venecijanske Republike stupio je 1715. i kratko vrijeme kao vojni kapelan služio je u Turskom ratu.
Nakon niza mističnih iskustava osniva 1720. redovničku zajednicu pasionista.
Umro je 18. listopada 1775. u Rimu.